# ژان-ماری دوره
ژان-ماری دوره (انگلیسی: Jean-Marie Doré؛ ۱۲ ژوئن ۱۹۳۸ – ۲۹ ژانویهٔ ۲۰۱۶) یک سیاست‌مدار اهل گینه بود.